# Al Gharbiyah
Al-Gharbiyah (arabisk: الغربية) er et guvernement i den nordlige del af Egypten. Dens hovedstad er Tanta som ligger 90 km fra Kairo og 120 km fra Alexandria. Den største by i al-Gharbiyah er El-Mahalla El-Kubra.

## Andre byer
- Kafr El-Zayat
- Samannoud
- Zifta
- ElSanta
- Kotoor
- Basyoun
- Shubra El-Namla

## Eksterne kilder og henvisninger
1. ↑  Areal og befolkning

- Wikimedia Commons har flere filer relateret til Al Gharbiyah

30°49′N 31°3′Ø / 30.817°N 31.050°Ø